# Musée de zoologie Auguste Lameere
Le musée de zoologie de l'ULB ou musée de zoologie Auguste Lameere-Institut Torley Rousseau est situé à Bruxelles sur le campus du Solbosch de l'Université libre de Bruxelles.
Il porte le nom d'un entomologiste belge, Auguste Lameere (1862-1942). Le musée a été fondé en 1860 et est le plus ancien musée de l'ULB.
Il y a environ 3 000 pièces exposées. Une des pièces marquantes est un cœlacanthe capturé en 1981. Le musée est ouvert en semaine de 13h à 17h et l'entrée est gratuite. Il est surnommé le Muzoo.
Le musée a été rénové en 2010. La présentation de la collection générale suit la phylogénèse. Elle adopte un parcours en U : la base du U est consacrée aux didermiques, la branche de droite aux tridermiques protostomes et la branche de gauche aux tridermiques deutérostomes. Les animaux difficilement observables, du fait de leur petitesse et/ou de leur transparence, sont présentés sur des supports numériques installés dans certaines vitrines. En outre, dans chaque vitrine, un schéma de filiation replace les organismes exposés dans leur contexte phylétique général et particulier.
Outre cette présentation phylétique, le Musée propose plusieurs expositions permanentes. * Deux ‘galeries’ occupent l’espace central du grand local : l’une d’anatomie comparée (squelettes de mammifères, oiseaux et reptiles), l’autre consacrée à la diversité des mammifères (animaux naturalisés). * Trois ‘alcôves’ placées en vis-à-vis de la lignée des protostomes illustrent des thèmes de recherches en biologie animale développés au sein de l’académie Wallonie-Bruxelles. * Deux salles annexes sont consacrées la première à l’anthropologie, la seconde aux vertébrés de Belgique. Enfin, une troisième salle annexe permet la présentation d’expositions temporaires, semestrielles ou annuelles.